# Metilon
A metilon (más néven 3,4-metiléndioxi-N-metilkatinon, MDMC, βk-MDMA vagy szlengben M1) egy szintetikus kábítószer-stimuláns, és entaktogén(en) vegyület, ami az amfetaminok és katinonok osztályába sorolható. A szubsztituált amfetamin, a szubsztituált katinon és a szubsztituált metiléndioxifenetil-csoportok tagja.
A metilcsoport az MDMA és a metatinon 3,4-metiléndioxi-analógjának helyettesített katinon-analógja. A metilon egyetlen szerkezeti különbsége az MDMA-val szemben a két hidrogénatom 1 oxigénatommal való helyettesítése a fenetil-amin mag β-helyzetében, ketoncsoportot képezve.
A metilont először 1996-ban szintetizálták Peyton Jacob III és Alexander Shulgin kémikusok azzal a céllal, hogy egy új antidepresszánst hozzanak létre.
A metilont később illegális drogként hozták forgalomba, kihasználva, hogy sok országban sokáig hiányos volt a törvényi szabályozása.

## Fordítás
- Ez a szócikk részben vagy egészben a Methylone című angol Wikipédia-szócikk fordításán alapul.  Az eredeti cikk szerkesztőit annak laptörténete sorolja fel. Ez a jelzés csupán a megfogalmazás eredetét és a szerzői jogokat jelzi, nem szolgál a cikkben szereplő információk forrásmegjelöléseként.